# Regnosaurus

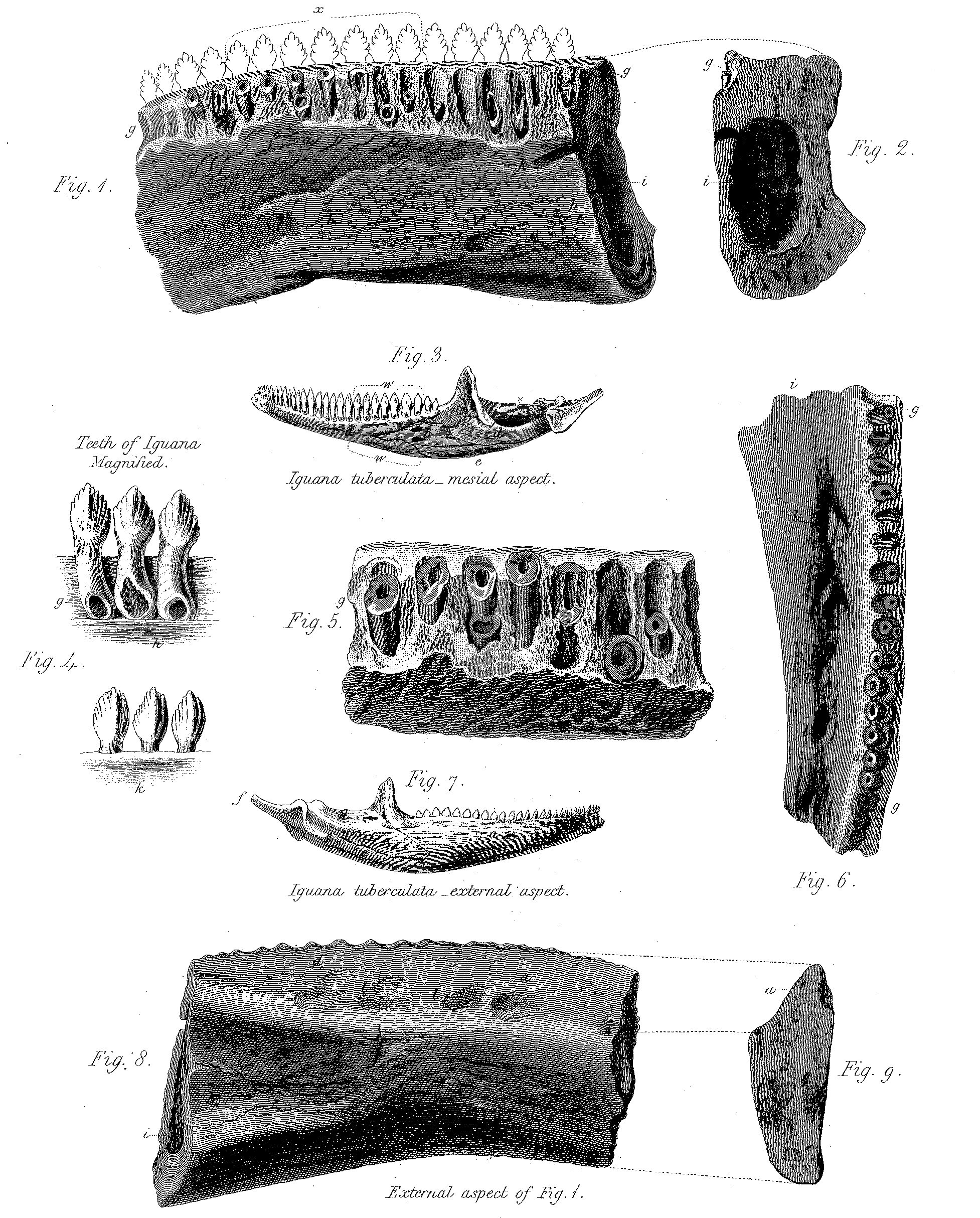
De kaak van Regnosaurus zoals afgebeeld in Mantell (1841)

Regnosaurus northamptoni is een plantenetende ornithischische dinosauriër behorend tot de groep van de Thyreophora, die tijdens het vroege Krijt leefde in het gebied van het huidige Engeland.

## Naamgeving en vondst
De soort werd op 25 mei 1848 benoemd door Gideon Mantell als Regnosaurus Northamptoni. De geslachtsnaam is een verwijzing naar de Britse stam van de Regni of Regnenses die vroeger het gebied bewoonden waar het fossiel werd gevonden: Sussex. De soortaanduiding eert Spencer Joshua Alwyne Compton, de markies van Northampton en indertijd voorzitter van de Royal Society.
Het fossiel, holotype BMNH 2422, werd in de streek Tilgate Forest bij Cuckfield gevonden in een zandsteenlaag van de Wealden. Het werd voor het eerst door Mantell gemeld in 1839 na een bezoek aan de collectie van het British Museum of Natural History. Het betreft het dentarium van de rechteronderkaak met tanden. Het was eerder door Mantell aangezien voor een bot van Iguanodon en als zodanig op 8 februari 1841 aan de Royal Society gepresenteerd, als de tot dan toe onbekende onderkaak van een jong dier van die soort, maar Mantell begreep later, toen de echte kaken van Iguanodon waren gevonden, dat het een aparte vorm betrof, die minstens aan een te onderscheiden subgenus moest worden toegekend. "Regnosaurus" was een van de namen geweest die William Conybeare in november 1824 aan Mantell voorgesteld had om aan Iguanodon te geven.
Andere fragmentarische resten, zoals een schaambeen en huidstekels, en zelfs het hele later benoemde genus Craterosaurus zijn wel aan Regnosaurus toegewezen maar een verband met het holotype kan niet bewezen worden.

## Beschrijving

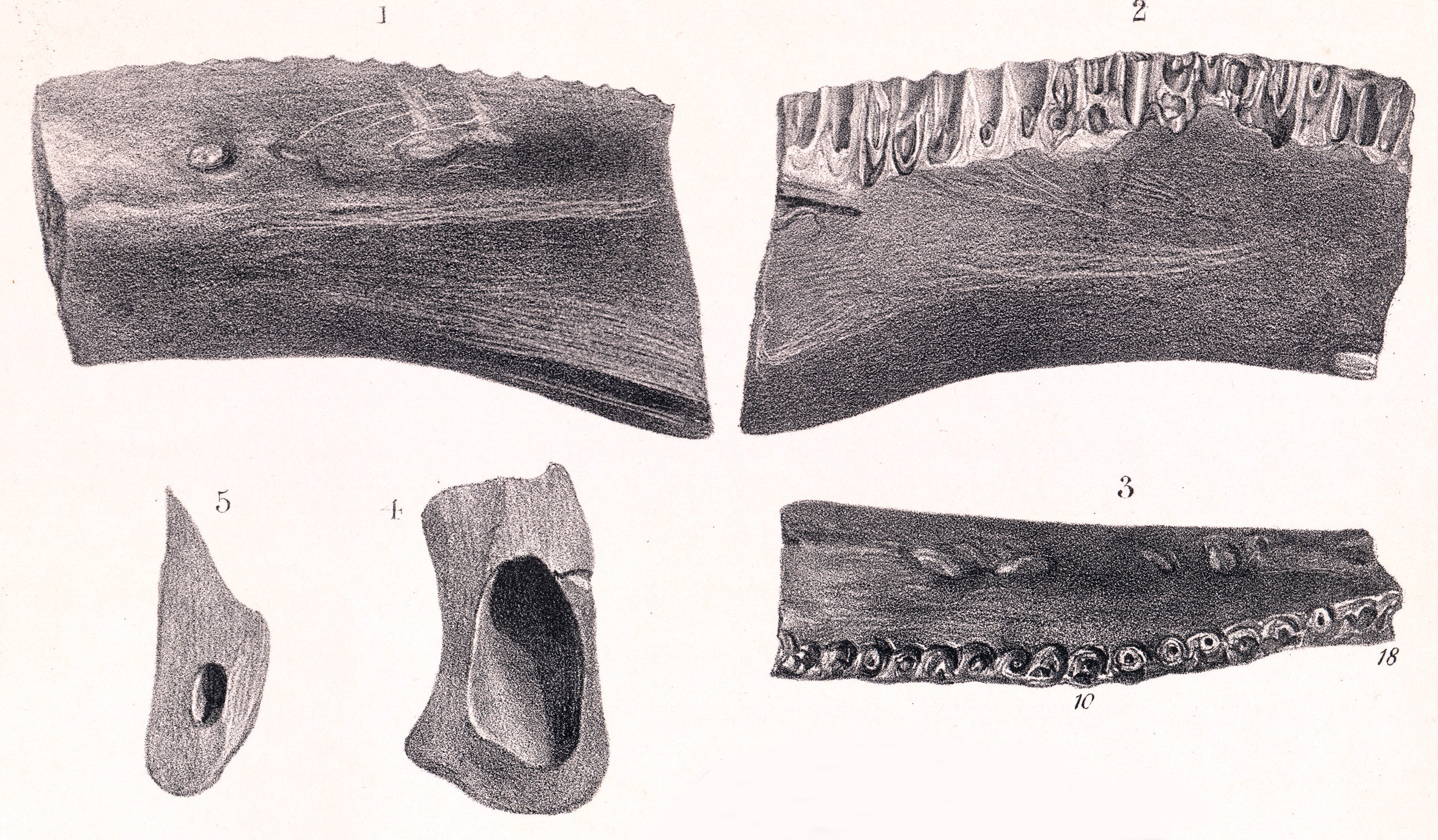
BMNH 2422, het holotype van Regnosaurus

Het kaakfragment is diagonaal gemeten ongeveer vijftien centimeter lang. Het dentarium, waarvan ongeveer een derde bewaard is gebleven, heeft een horizontale lengte van zo'n acht centimeter en een breedte van vier centimeter. Aan het dentarium zit nog een stuk os spleniale vast. Het dentarium heeft vijftien duidelijke tandposities en drie mogelijke. De tanden zelf hebben hun kronen verloren maar dieper in de kaak zijn een viertal vervangingstanden zichtbaar. De tandrij wijkt wat naar binnen zodat aan de wangzijde de kaak een breed plateau vormt dat vermoedelijk diende om de ruimte tussen de tanden en vlezige wangen te vergroten, die het gekauwde voedsel konden vasthouden. De indruk dat het om een jong dier zou gaan, werd veroorzaakt door de geringe absolute grootte van het specimen, die in feite duidt op een volwassen lichaamslengte van slechts een meter of vier.

## Fylogenie
De verwantschappen van Regnosaurus zijn lang onduidelijk gebleven. Eerst werd een relatie met Iguanodon aangenomen wat overigens al in 1841 sterk betwijfeld werd door Richard Owen, die in 1842 meende dat het een bot was van Hylaeosaurus. Later bleef het gebruikelijk een verwantschap met gepantserde dinosauriërs aan te nemen: in 1888 wees Richard Lydekker de soort toe aan de Scelidosauridae. Nog in 1956 dacht Alfred Romer dat de soort identiek was aan Hylaeosaurus. In 1909 had Friedrich von Huene Regnosaurus in de stegosaurische Omosauridae geplaatst en in 1911 dacht Alfred von Zittel aan de Stegosauridae. Die groepen omvatten toen echter ook de gepantserde vormen. Daarbij werd door John Ostrom gesuggereerd dat het om een sauropode zou gaan, wellicht Chondrosteosaurus. In 1993 was George Olshevsky de eerste die een plaatsing binnen de Stegosauria in moderne zin opperde, in de Dacentruridae. Dit werd bevestigd door Paul Upchurch in 1995, die de indeling echter nader bepaalde tot de Huayangosauridae op grond van twee afgeleide eigenschappen, synapomorfieën, gedeeld met Huayangosaurus, waaronder een vermeend ontbreken van een diasteem tussen tandrij en predentarium. Regnosaurus zou in dat geval de eerste stegosauriër zijn die ontdekt is. In 2008 stelde Susannah Maidment dat de vermeende synapomorfieën met Huayangosaurus in feite ontbraken — zo kan de afstand tussen tandrij en predentarium niet direct worden vastgesteld omdat dit laatste niet bewaard is gebleven — en dat de soort niet verder gedetermineerd kon worden dan een Thyreophora incertae sedis. Wegens de schamele resten wordt de soort vaak gezien als een nomen dubium.